# Sandro Puppo
Sandro Puppo (Piacenza, 28 gennaio 1918 – Piacenza, 16 ottobre 1986) è stato un allenatore di calcio e calciatore italiano, di ruolo mediano.

## Caratteristiche tecniche

### Giocatore
Ha giocato prevalentemente nel ruolo di centromediano, sia in squadre metodiste che in squadre sistemiste, distinguendosi per senso di posizione e doti tattiche.

### Allenatore
È stato tra i precursori del gioco a zona, che applicava già negli anni sessanta, escludendo l'utilizzo di un libero fisso dietro i marcatori. Puppo assegnava al libero compiti sia di copertura che di costruzione del gioco offensivo.

## Carriera

### Giocatore
Piacentino di nascita, trascorre gli anni dell'adolescenza a Shanghai, al seguito del padre violinista. In Cina inizia anche a giocare a calcio, nella squadra della scuola locale, e quando nel 1934 torna a Piacenza si presenta all'allenatore Carlo Corna, che inizialmente lo schiera mezzala; in seguito, tuttavia, viene schierato centromediano, ruolo che ricoprirà per il resto della carriera. Gioca da titolare nel Piacenza per tre stagioni di Serie C, e le sue prestazioni gli valgono la convocazione per le Olimpiadi di Berlino del 1936 insieme al compagno di squadra Carlo Girometta, entrambi però da riserve e senza mai giocare.

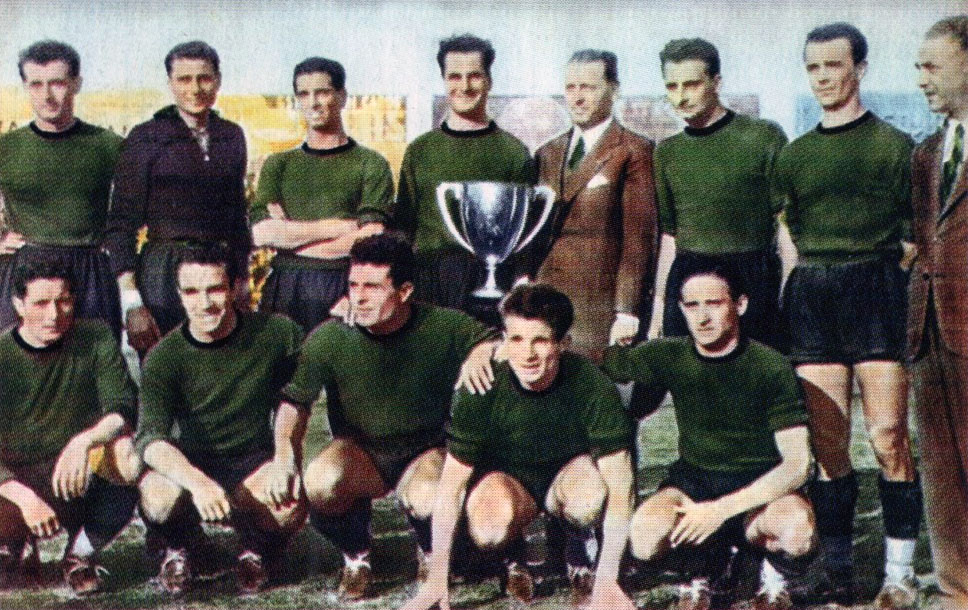
Puppo (in piedi, terzo da destra) nel Venezia della stagione 1940-1941, vincitore della Coppa Italia.

Nell'estate 1937 passa all'Ambrosiana-Inter, con cui vince subito uno scudetto sia pur senza mai scendere in campo (chiuso da Renato Olmi); in maglia nerazzurra esordisce in Coppa Italia, il 6 gennaio 1938 sul campo del Napoli. Anche nella stagione successiva ha poco spazio (8 presenze in Serie A) e viene ceduto al Venezia, con cui si impone da titolare per quattro campionati consecutivi, dal 1939 al 1943, giocando alle spalle del duo Loik-Mazzola. Resta in forza ai neroverdi anche nel Campionato Alta Italia 1943-1944, nel quale la squadra approda al girone finale.
Finita la guerra viene posto in lista per il prestito: torna per una stagione al Piacenza come allenatore-giocatore (sostituito però dalla quarta giornata da Renato Bodini), prima di rientrare al Venezia per il campionato di Serie A 1946-1947. Con la retrocessione dei veneti in Serie B passa alla Roma, voluto da Imre Senkey per le sue capacità di adattamento al ruolo di centromediano sistemista. Nella Capitale, tuttavia, si procura un grave infortunio che chiude la sua carriera agonistica, chiusa in Promozione al Thiene nel 1949-1950 nel doppio ruolo di giocatore-allenatore.

### Allenatore
Dopo le prime esperienze da allenatore-giocatore nel Piacenza e nel Thiene, nel 1950 diventa allenatore in seconda del Venezia, in Serie B; in seguito, tra gennaio e ottobre 1951 diventa primo allenatore, prima di essere esonerato a favore di Mario Villini. Nel prosieguo della stagione 1951-1952 passa sulla panchina del Rovereto, in Serie C. Nel 1952 arriva la chiamata della Nazionale di calcio della Turchia, che guida nelle Olimpiadi di Helsinki del 1952 e conduce alla qualificazione ai mondiali del 1954 eliminando a sorpresa la favorita Spagna. In quello stesso biennio (1952/54) torna brevemente al Thiene come allenatore-giocatore, sfruttando l'assenza di impegni con la Nazionale turca nel 1952, e nel 1953-1954 allena anche il Beşiktaş, con cui vince il campionato turco.
Siederà poi sulla panchina del Barcellona (1954-1955), è attualmente l'unico allenatore italiano ad aver allenato la squadra catalana nella storia, conquistando un secondo posto dietro al Real Madrid e lanciando in prima squadra Luis Suárez. Tornato in Italia, allena per un biennio la Juventus, portando avanti un programma di rinnovamento e ringiovanimento della squadra: in quella squadra, soprannominata la Juve dei puppanti, inserisce tra i titolari giovani come Piero Aggradi, Flavio Emoli, Enzo Robotti e Giuseppe Vavassori.
Nel 1957 si riavvicina a Venezia per motivi di salute, allenando la Mestrina, e l'anno successivo entra nei ranghi federali chiamato da Walter Mandelli, come segretario generale del Settore Tecnico della F.I.G.C.. In occasione di un'amichevole a Budapest siede sulla panchina della Nazionale B, prima di ritornare di nuovo in Turchia, ancora alla guida di Nazionale e Beşiktaş.
Rientrato definitivamente in Italia, guida Siracusa, Venezia (dove viene sostituito in febbraio da Camillo Achilli) e Triestina, prima di concludere la carriera di allenatore nella natìa Piacenza, dal giugno 1966 all'ottobre 1967, quando si dimette dall'incarico passando al ruolo di consulente tecnico del neo allenatore Leo Zavatti.

### Dopo il ritiro
Nel 1968 venne assunto dalla ditta piacentina Astra dell'ex presidente del Piacenza Enzo Bertuzzi, come corrispondente in lingue estere e segretario. Nel 1970 fu scelto dalla FIFA nel gruppo di studio tecnico dei mondiali in Messico, insieme agli inglesi Winterbottom e Greenwood e al tedesco Cramer.
Nel 1974 pubblicò a Piacenza il volume Calcio: quo vadis, un saggio in cui esponeva l'evoluzione tecnica e tattica del gioco del calcio dalle origini fino al 1970.
È scomparso a Piacenza nel 1986 all'età di 68 anni. Nella sua città natale gli è stato intitolato un campo da calcio, sul quale disputano le proprie partite le formazioni dilettantistiche della U.S. Turris, della A.S.D. Primogenita e della Nuova Spes. Subito dopo la sua scomparsa si era pensato di intitolargli anche lo stadio della Galleana, ma l'idea è stata successivamente accantonata.

## Palmarès

### Giocatore

#### Club
- Campionato italiano: 1

Ambrosiana-Inter: 1937-1938
- Coppa Italia: 2

Ambrosiana-Inter: 1938-1939
Venezia: 1940-1941

#### Nazionale
- Oro olimpico: 1

Italia: Berlino 1936

### Allenatore
- Campionato di Istanbul di calcio: 1

Beşiktaş: 1953-1954